# Barri de la Ribera

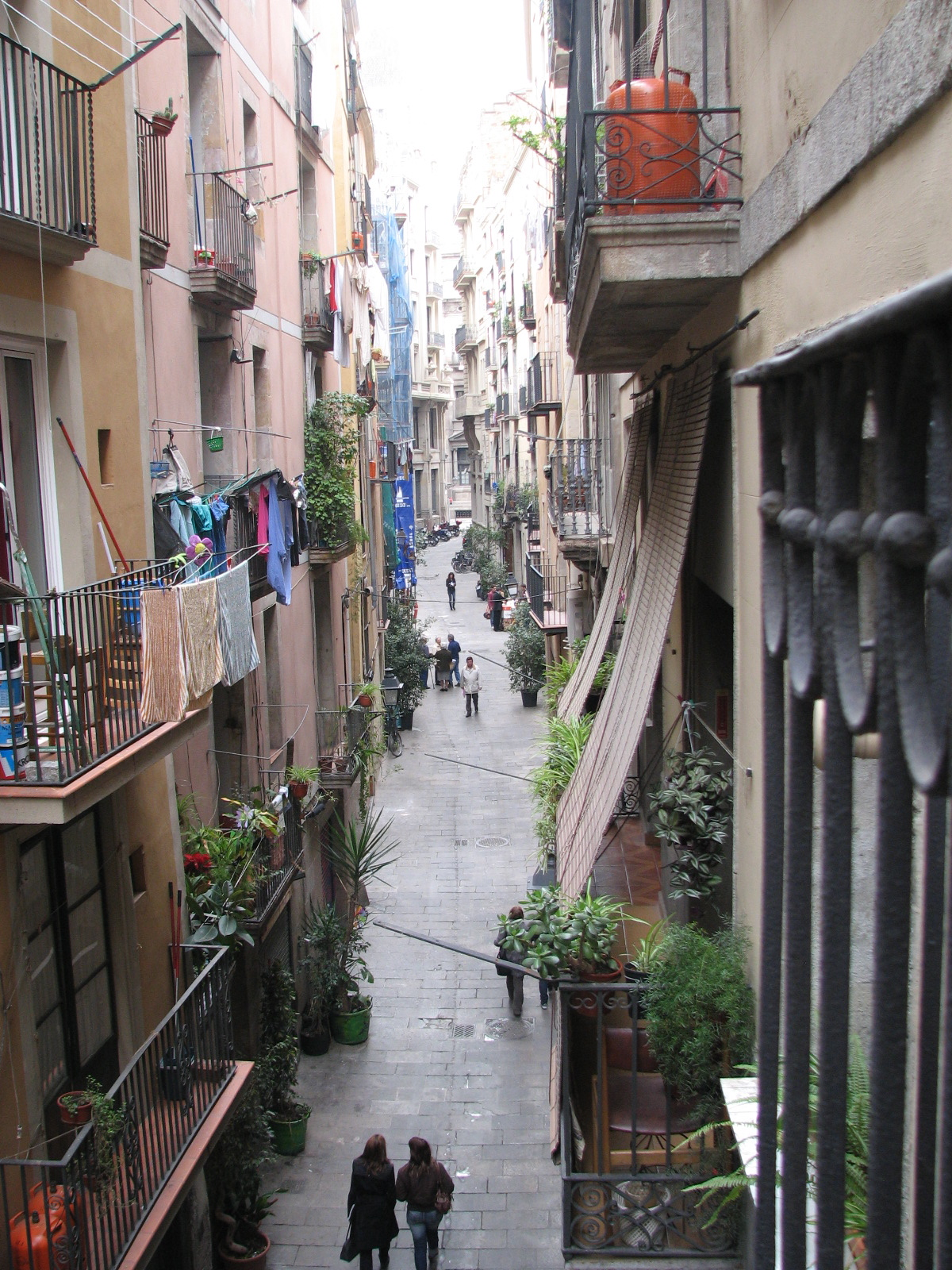
Carrer dels Agullers a la Ribera

La Ribera és un nucli del barri de Sant Pere, Santa Caterina i la Ribera del districte de Ciutat Vella de Barcelona. És un dels nuclis o barris tradicionals del centre històric de Barcelona i és un dels tres que dona nom al barri administratiu.
El barri de la Ribera va ser el centre econòmic de la ciutat entre els segles xiii i xv, quan la riba del mar arribava realment a tocar el barri, quan el que avui coneixem com la Barceloneta encara era una illa (l'illa de Maians). Els grans mercaders hi van fer els seus palaus, com els que encara es conserven al carrer de Montcada.
Es divideix el barri en dos sectors, un la Ribera més proper a la Via Laietana i un altre conegut actualment com el Born. El Born antigament era conegut com la Ribera del Rec Comtal i ara és delimitat pel Passeig de Picasso, el carrer de la Princesa fins al carrer del Rec, el Passeig del Born, Santa Maria del Mar, el Pla de Palau i l'Avinguda del Marquès de l'Argentera. Aquesta zona, el Born, que s'estén al voltant de Santa Maria del Mar fou construïda als afores de la muralla primitiva i fou anomenada la Vilanova o Vilanova de Mar. A vegades s'ha fet servir el terme el Born com a sinònim de tot el barri de la Ribera.
Alguns llocs notables:
- La Llotja gòtica de la qual es conserven el Saló de Contractacions i la Sala dels Cònsols sota la façana neoclàssica del segle xviii. Està situada entre les places d'Antonio López i el pla de Palau però en els seus millors temps era situada arran de mar.
- La basílica gòtica de Santa Maria del Mar es va construir com a mostra del poder econòmic dels habitants del nou barri.
- L'antic Mercat del Born
- El Jaciment del Born
- El Fossar de les Moreres
- El Museu Picasso
- El Museu de Cultures del Món

El barri va perdre importància quan el centre econòmic es va desplaçar cap al barri de la Mercè i el nou port el segle xvi. L'1 de març de 1716, després de la derrota de 1714, es posà la primera pedra de la Ciutadella, en el baluard del Rei, aquell que mirava cap a la ciutat, i el 7 de març de 1717 es finalitzaren els remats dels baluards del Rei, de la Reina i del Príncep, i fou a partir d'aquest moment que s'iniciaren els enderrocs de 38 carrers i 1.016 habitatges del barri de la Ribera, deixant així lloc a l'esplanada de la fortalesa, per fer la fortalesa de la Ciutadella i la gran esplanada defensiva al seu voltant.
La Ciutadella va ser enderrocada el segle xix i les esplanades es van tornar a urbanitzar. S'hi van fer l'actual parc de la Ciutadella i l'antic mercat del Born, on s'han trobat i excavat restes de les cases enderrocades després del 1714.

## Història
El barri de la Ribera ha estat des de l'antiguitat una zona caracteritzada per la proximitat al mar. En un primer moment, aquesta zona costanera estava formada per aiguamolls on hi desembocaven nombroses rieres, entre les quals destaca la de Merdançà o riera de Sant Joan, que seguia el curs aproximadament per l'actual Via Laietana i desembocava en una zona molt propera a l'església de Santa Maria del Mar. Abans de parlar de l'època medieval, que és quan aquesta zona pren una important força, cal esmentar l'ocupació de gran part d'aquest sector en època romana. Es tractaria d'una àrea fora muralles que probablement estaria ocupada per vil·les i també formaria part de la necròpolis de la mateixa ciutat Colonia Julia Augusta Faventia Paterna Barcino. No és fins a finals del segle x o inicis del segle xi que es comença a ocupar de manera més estable la zona fora muralles, amb l'aparició de nous nuclis de poblament, anomenats burgs o vilanoves. Un d'aquests nuclis és el
conegut amb el nom de Vilanova del Mar, que estaria situat a l'entorn del camí que anava des de la porta de la muralla (a l'actual plaça de l'Àngel) fins als en torns de l'església de Santa Maria de les Arenes, la qual durant el segle xiv (1329-1383) va patir una important reforma que la transformaria en l'actual Santa Maria del Mar.
Fins al segle xiv aquesta zona va creixent des del punt de vista urbanístic, econòmic i social fins a configurar-se com una unitat administrativa, anomenada el Quarter del Mar, i d'altra banda la més poblada de la ciutat. Es constitueix doncs, un barri pescador i mariner que acabarà assimilant les principals funcions portuàries i es convertirà en l'autèntic motor de la ciutat. La importància i alhora la diversitat d'oficis que es concentren en aquest barri de la ciutat, són un reflex d'aquesta activitat quasi febril. Segons el fogatge de l'any 1363 el barri representava el 25% de la població de tot el Quarter de Mar, i compatibilitzava el 7% de tots els focs de la ciutat. Segons el fogatge de 1389, el 79% de l'activitat marinera es concentra en el barri. així com el 57% de les activitats tèxtils i de confecció de la pell i un 44% dels mercaders de la ciutat. Més endavant, segons un fogatge de l'any 1516 es pot observar una lleugera disminució demogràfica del Quarter de Mar, tot i que encara conserva el protagonisme de la ciutat. Aquesta disminuació ve donada en part per la crisi generalitzada del segle xv i també per la inutilització del primer port del segle xiv i la construcció del nou dic i les drassanes per part de Pere el Gran.
Cal destacar el gran canvi que va patir el barri a començament del segle xviii. Després de la Guerra de Successió, l'any 1714 i sota el regnat de Felip V, es decideix construir una fortalesa militar (La Ciutadella) als afores de la ciutat de Barcelona, en els terrenys ocupats actualment pel parc de la Ciutadella. La construcció i la delimitació d'una zona de seguretat al seu voltant, van provocar la destrucció d'una part important del barri, concretament l'àrea situada a ponent de l'església de Santa Maria del Mar. Es va enderrocar entre el mes de juliol de l'any 1715 i final de l'any 1718. Això va comportar una densificació de la resta del barri, així com un canvi definitiu del traçat del Rec Comtal pel carrer que actualment porta el seu nom. La següent reforma important es troba a mitjan segle xix, moment en què es planteja el traçat de nous carrers més amples i rectes, com és el cas del carrer de la Princesa. És en aquest moment que també s'enderroca la Ciutadella, deixant únicament dempeus la capella militar. L'última gran obra que podem situar en aquest barri és la construcció del mercat del Born entre els anys 1873 i 1876, que respon a un projecte de l'arquitecte Josep Fontserè i Mestre.

## Galeria

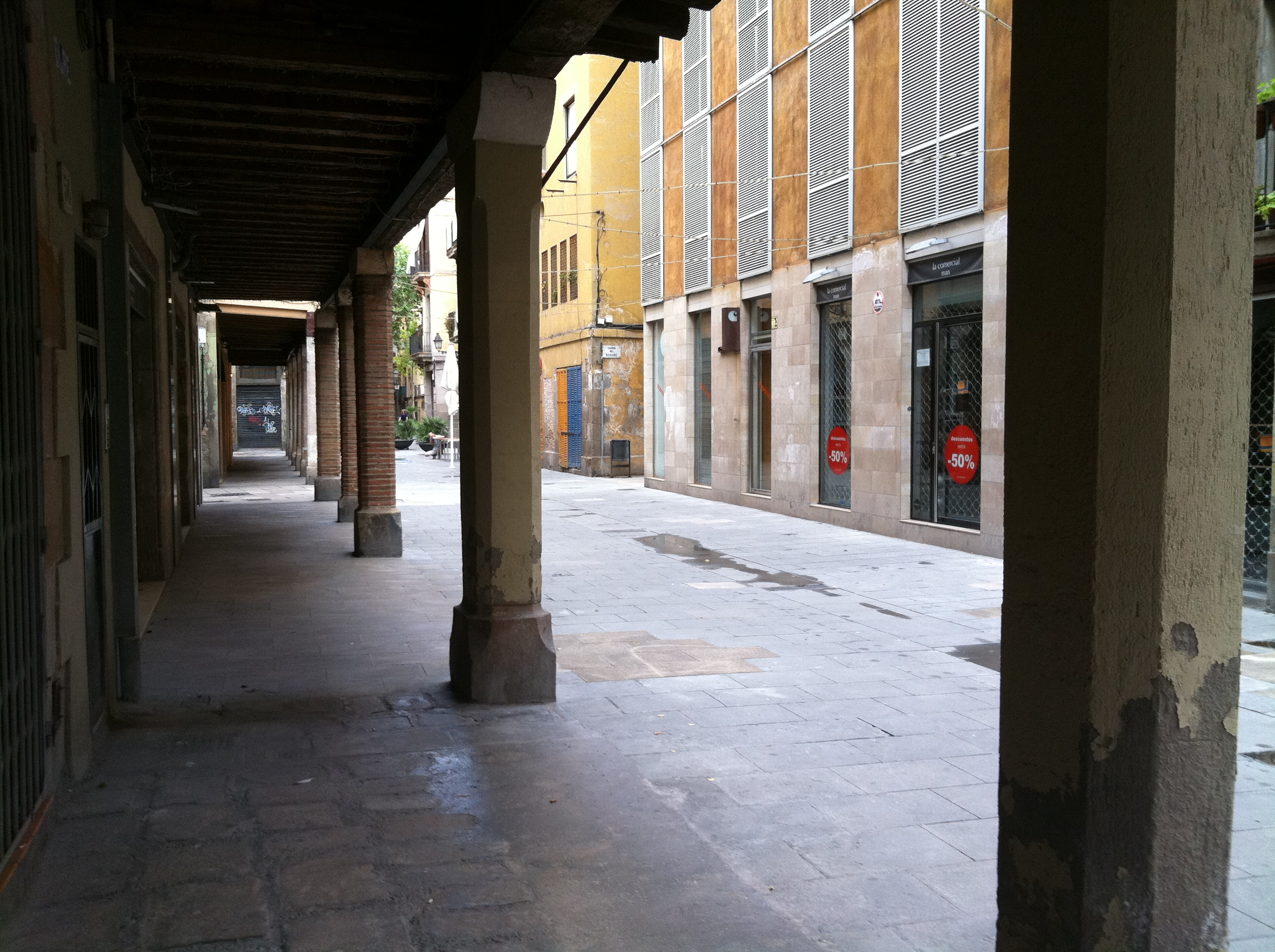
Carrer del Rec
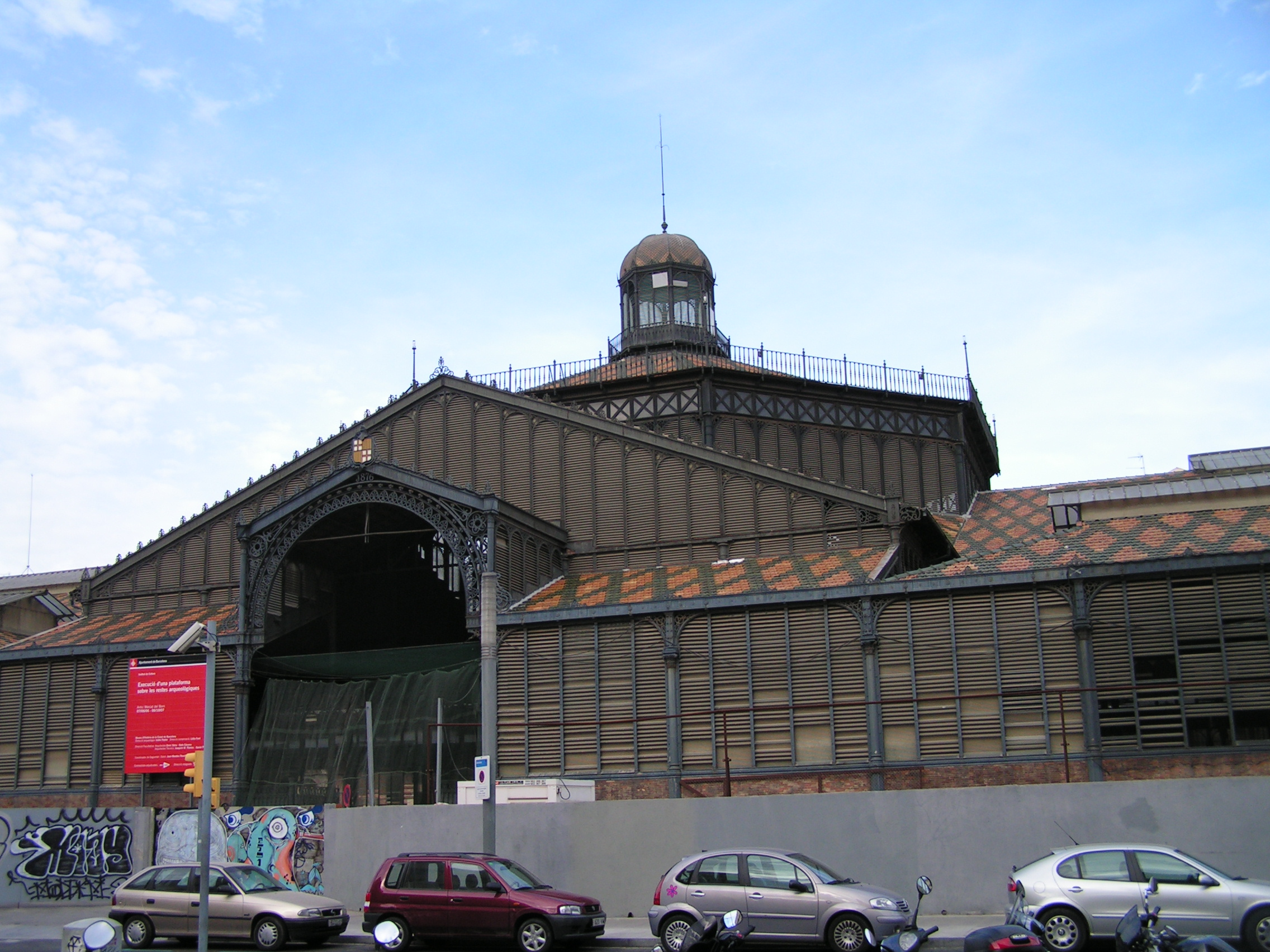
Antic Mercat del Born
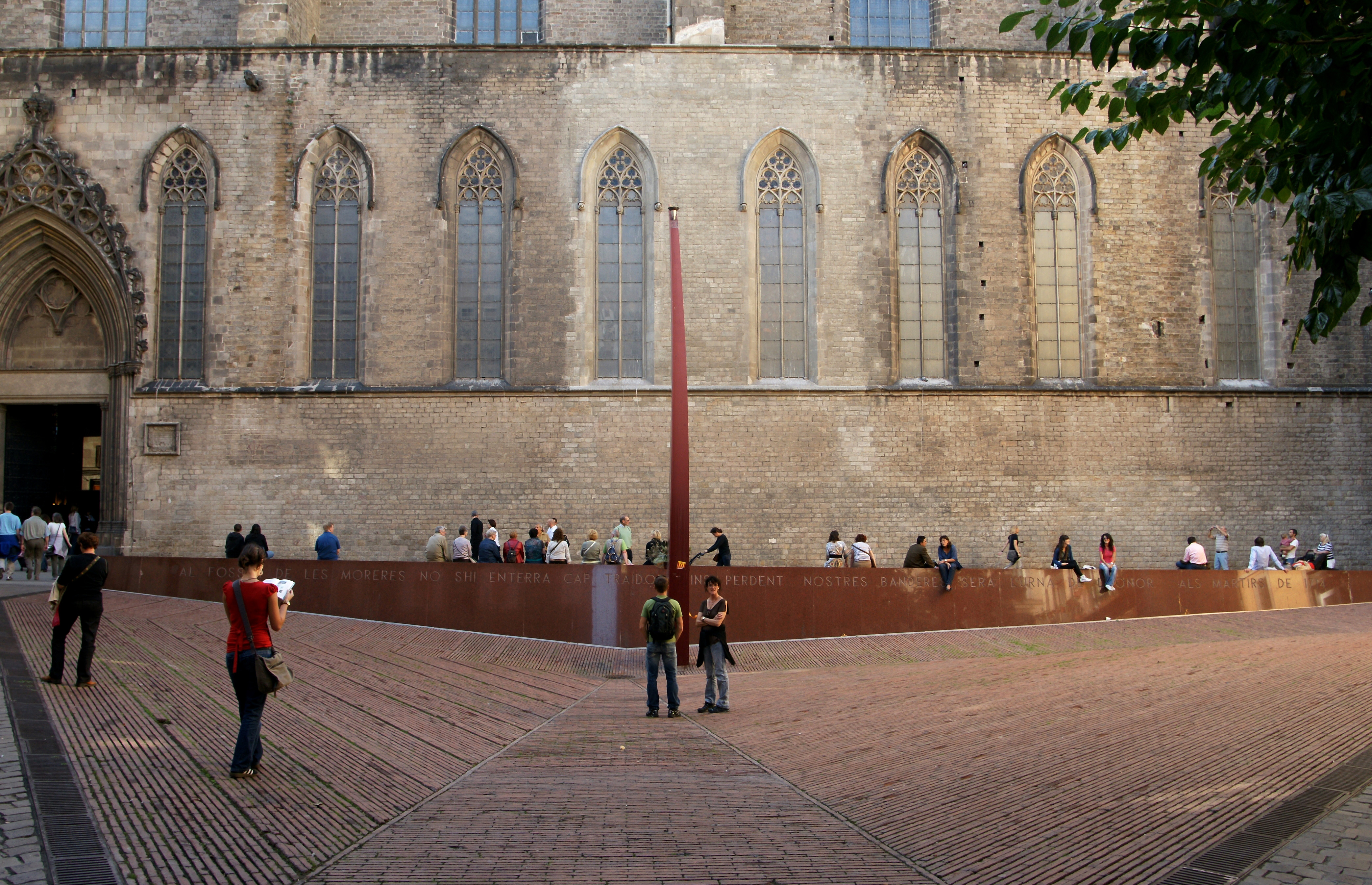
Fossar de les Moreres
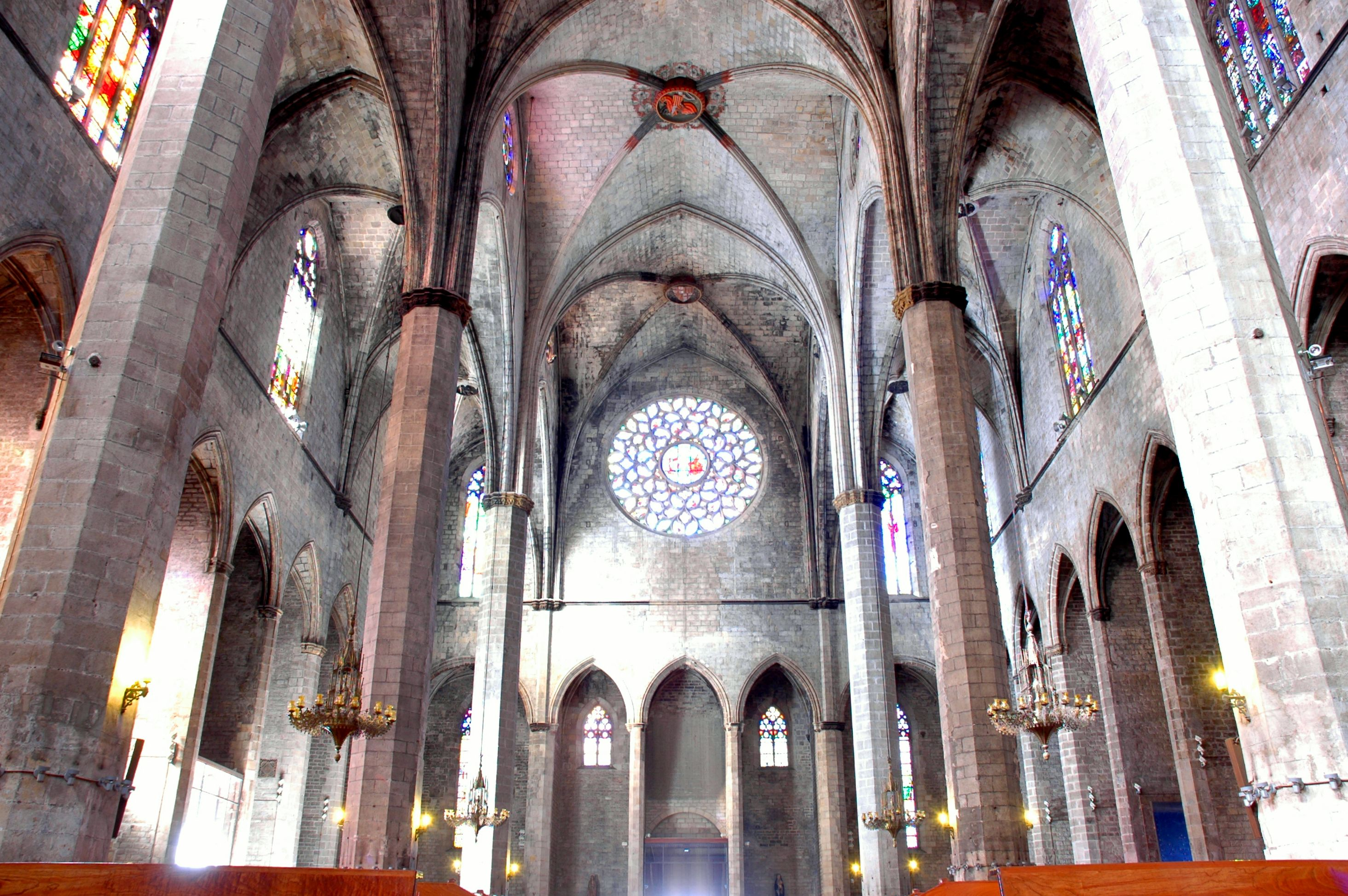
Santa Maria del Mar
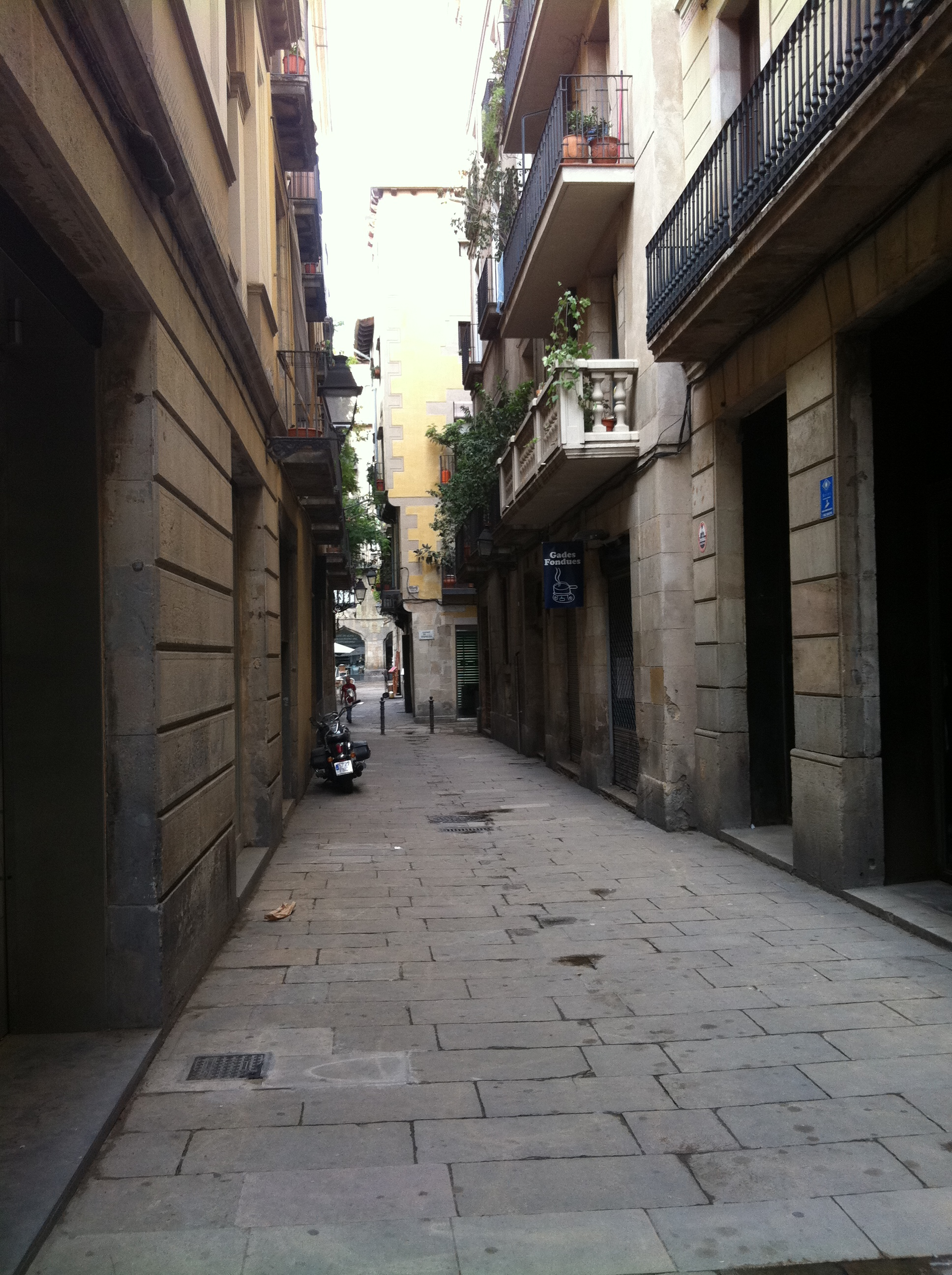
Carrer del Bonaire
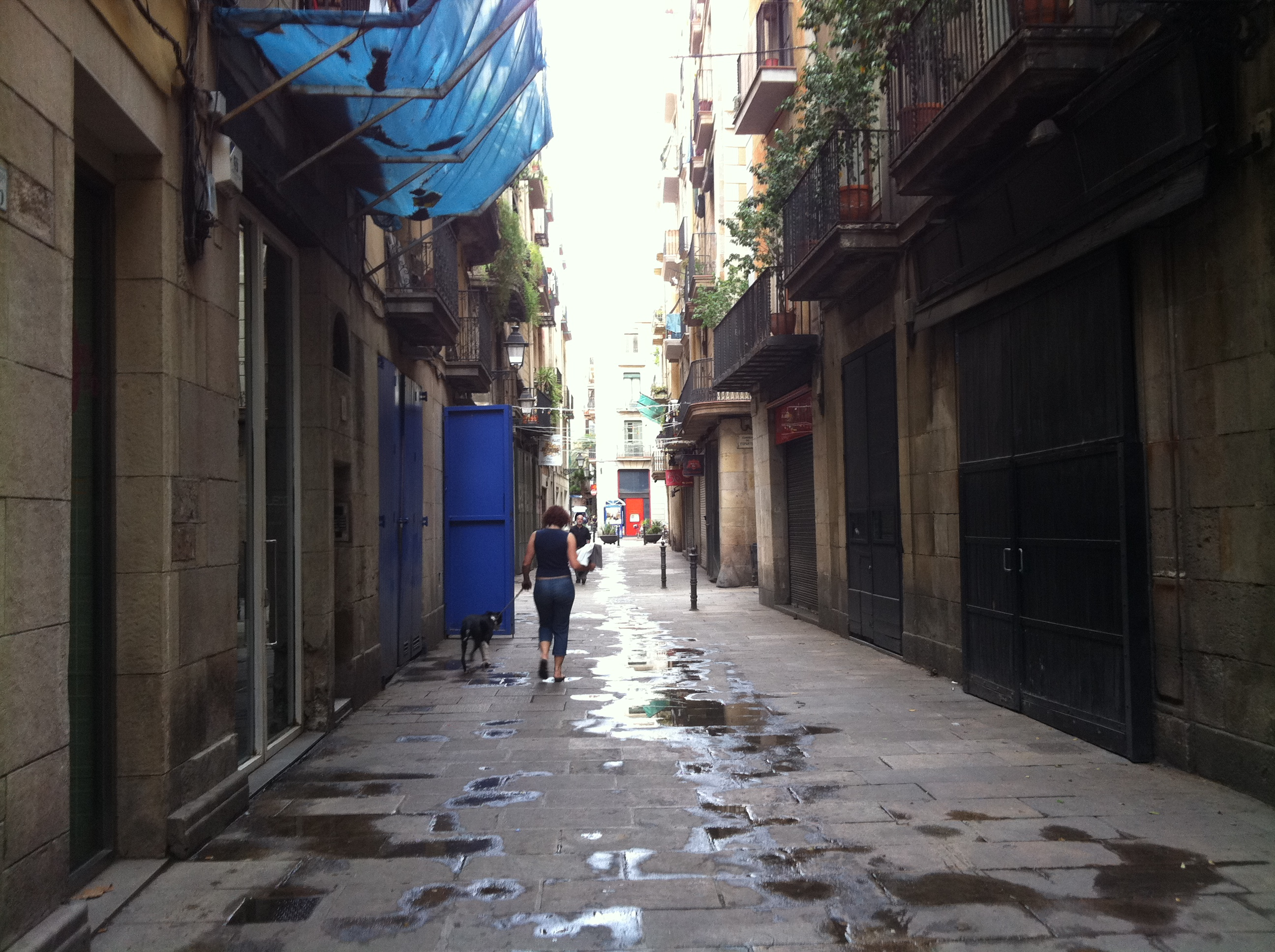
Carrer de la Vidrieria